# Liste des épisodes de Leverage
Cet article présente la liste des épisodes de la série télévisée américaine Leverage.

## Première saison (2008-2009)
1. Le Coup des Nigérians (The Nigerian Job)
2. Le Coup du soldat (The Homecoming Job)
3. Le Coup des chevaux (The Two-Horse Job)
4. Le Coup du miracle (The Miracle Job)
5. Le Coup du braquage (The Bank Shot Job)
6. Le Coup des cigognes (The Stork Job)
7. Le Coup du mariage (The Wedding Job)
8. Le Coup du septième ciel (The Mile High Job)
9. Le Coup des maisons spoliées (The Snow Job)
10. Le Coup de la thérapie (The 12-Step Job)
11. Le Coup du procès (The Juror #6 Job)
12. Le Coup du premier David (The First David Job)
13. Le Coup du second David (The Second David Job)

## Deuxième saison (2009-2010)
1. Le Coup de la mafia (The Beantown Bailout Job)
2. Le Coup des combats arrangés (The Tap Out Job)
3. Le Coup de la peur (The Order 23 Job)
4. Le Coup des agents du FBI (The Fairy Godparents Job)
5. Le Coup du mensonge et de la vérité (The Three Days of the Hunter Job)
6. Le Coup du magicien (The Top Hat Job)
7. Le Coup des deux équipes (The Two Live Crew Job)
8. Le Coup du fourgon (The Ice Man Job)
9. Le Coup du testament (The Lost Heir Job)
10. Le Coup du défilé de mode (The Runway Job)
11. Le Coup de l'irlandais (The Bottle Job)
12. Le Coup de l'œuf Fabergé (The Zanzibar Marketplace Job)
13. Le Coup du voyant (The Future Job)
14. Le Coup du baseball (The Three Strikes Job)
15. Le Coup du faucon maltais (The Maltese Falcon Job)

## Troisième saison (2010)
Le 3 avril 2010, à la suite de ses bonnes audiences, la série a été renouvelée pour une troisième saison de 16 épisodes et a été diffusée du 20 juin 2010 au 19 décembre 2010 sur TNT, aux États-Unis.
1. Le Coup de la prison (The Jailhouse Job)
2. Le Coup des anciens élèves (The Reunion Job)
3. Le Coup du Steranko (The Inside Job)
4. Le Coup des diamants (The Scheherazade Job)
5. Le Coup du laboratoire (The Double Blind Job)
6. Le Coup du studio (The Studio Job)
7. Le Coup du fisc (The Gone-Fishin' Job)
8. Le Coup des voitures clonées (The Boost Job)
9. Le Coup du bonneteau (The Three-Card Monte Job)
10. Le Coup de la mine (The Underground Job)
11. Le Coup du musée Boston (The Rashomon Job)
12. Le Coup du roi Georges (The King George Job)
13. Le Coup du lendemain matin (The Morning After Job)
14. Le Coup du Père Noël (The Ho, Ho, Ho Job)
15. Le Coup du Big Bang (The Big Bang Job)
16. Le Coup de San Lorenzo (The San Lorenzo Job)

## Quatrième saison (2011-2012)
Le 30 juillet 2010, bénéficiant toujours d'audiences à la hausse, la série a été renouvelée pour une quatrième saison initialement prévue pour 15 épisodes. Le 9 juin 2011, lors d'une interview, l'un des acteurs de la série, Aldis Hodge (qui interprète Alec Hardison), a déclaré que cette quatrième saison sera finalement composée de 18 épisodes. Elle a été diffusée du 26 juin 2011 au 15 janvier 2012 sur TNT, aux États-Unis. 
1. Le Coup du camp de base (The Long Way Down Job)
2. Le Coup du polar (The 10 Li'l Grifters Job)
3. Le Coup des paillettes (The 15 Minutes Job)
4. Le Coup de Van Gogh (The Van Gogh Job)
5. Le Coup de la patate chaude (The Hot Potato Job)
6. Le Coup de la fête foraine (The Carnival Job)
7. Le Coup du cercueil (The Grave Danger Job)
8. Le Coup du chocolat (The Boiler Room Job)
9. Le Coup du cœur volé (The Cross My Heart Job)
10. Le Coup des échecs (The Queen's Gambit Job)
11. Le Coup de la fraternité (The Experimental Job)
12. Le Coup du bureau (The Office Job)
13. Le Coup des filles (The Girls' Night Out Job)
14. Le Coup des garçons (The Boys' Night Out Job)
15. Le Coup de l'amour courtois (The Lonely Hearts Job)
16. Le Coup de l'or (The Gold Job)
17. Le Coup de Jimmy Ford (The Radio Job)
18. Le Coup du barrage (The Last Dam Job)

## Cinquième saison (2012)
Le 13 août 2011, à la suite de ses bonnes audiences, la série a été renouvelée pour une cinquième et dernière saison de quinze épisodes. Elle a été diffusée du 15 juillet 2012 au 25 décembre 2012 sur TNT, aux États-Unis.
1. Le Coup de l'aviateur (The (Very) Big Bird Job)
2. Le Coup du hockey sur glace (The Blue Line Job)
3. Le Coup de la rencontre du troisième type (The First Contact Job)
4. Le Coup de la truffe (The French Connection Job)
5. Le Coup des pom-pom girls (The Gimme a K Street Job)
6. Le Coup du pirate de l'air (The D.B. Cooper Job)
7. Le Coup de la voiture de collection (The Real Fake Car Job)
8. Le Coup de l'aile brisée (The Broken Wings Job)
9. Le Coup du terroriste (The Rundown Job)
10. Le Coup du tableau mystère (The Frame-Up Job)
11. Le Coup du supermarché (The Low Low Price Job)
12. Le Coup du lapin blanc (The White Rabbit Job)
13. Le Coup du vignoble (The Corkscrew Job)
14. Le Coup du jouet (The Toy Job)
15. Le Coup du dernier coup  (The Long Good-Bye Job)